# Borgo San Martino
Borgo San Martino (piemontesisch ël Borgh ëd San Martin) ist eine Gemeinde in der italienischen Provinz Alessandria (AL), Region Piemont.

## Lage und Einwohner
Die Gemeinde Borgo San Martino liegt rund 25 km nordwestlich von der Provinzhauptstadt Alessandria entfernt Das Gemeindegebiet umfasst eine Fläche von 9 km² und hat 1351 (Stand 31. Dezember 2023) Einwohner. Borgo San Martino hat einen Bahnhof an der Bahnstrecke Chivasso-Alessandria.
Die Nachbargemeinden sind Casale Monferrato, Frassineto Po, Occimiano, Pomaro Monferrato und Ticineto.

## Geschichte
Etymologisch erinnert der Ortsname an den Heiligen Martin von Tours, den Beschützer der Wanderer, und wird als „Sarmaza“, „Sarmacia“, „Sarmatia“ und „Sermatia“ bezeichnet, abgeleitet vom lateinischen Begriff SARMACIDUS „sumpfig“. Es war mit Sicherheit römischen Ursprungs und wurde auf den Namen „Sarmatia“ getauft. Die erste schriftliche Erwähnung stammt aus dem Jahr 1217, dem Jahr, in dem Papst Honorius II. bestätigte, dass es sich im Besitz der Bischöfe von Pavia befand. 
Das eigentliche Dorf scheint um 1270 dank des Markgrafen Wilhelm VI. von Monferrato nach einer schrecklichen Überschwemmung, die vielen Einwohnern das Leben kostete, erbaut worden zu sein. Um den bevorstehenden Epidemien zu entgehen, zogen die Überlebenden der Flut an einen nicht weit entfernten Punkt der Ebene, in die Nähe des Randes, der als „San Martino“ bekannt ist. Hier ließen sich nicht nur die Bewohner von Sarmazia, sondern auch die des Moneta-Gebietes nieder. Vom Bistum Pavia ging es an die Markgrafen von Monferrato über und 1399 überließ Theodor II. es als Lehen dem berühmten Söldnerkapitän Facino Cane als Belohnung für den Sieg über die Fürsten von Achaia. Später gehörte es den Ardizzone, den Grafen von Pomaro, den Scarampi von Comino und dann den Äbten von Lucedio.

## Sehenswürdigkeiten
- Die Pfarrkirche Santa Giulitta e San Quirico aus dem Jahr 1278 im romanisch-gotischen Stil, in der zwei Gemälde von Guglielmo Caccia erhalten sind.
- Villa Scarampi, in der seit 1864 das von Don Giovanni Bosco gegründete Salesianerkolleg San Carlo untergebracht ist.

## Persönlichkeiten
- Piero Ravasenga (Borgo San Martino, * 7. Juli 1907 – Alessandria, † 31. März 1978) war ein italienischer Dichter, Essayist und Schriftsteller.
- Erminio Spalla (Borgo San Martino, * 7. Juli 1897 – Rom, † 14. August 1971) war ein italienischer Boxer, Schauspieler, Bildhauer und Opernsänger.